# Guerreros
Guerreros (Spook Country) è un romanzo thriller tecnologico del 2007 di William Gibson. È stato pubblicato in Italia nel 2008.
Segue il romanzo L'accademia dei sogni del 2003 e precede il romanzo Zero History del 2010 nel ciclo di Bigend, dal nome del fondatore e capo carismatico della Blue Ant, agenzia multinazionale dai molteplici campi di interesse, tra cui l'impiego delle nuove tecnologie nel marketing virale, che rappresenta il fattore in comune ai tre libri.

## Trama
L'ex componente del disciolto gruppo musicale dei Curfew, Hollis Henry, è ora una giornalista free lance. La nuova rivista Node, facente capo all'eclettica agenzia Blue Ant, le chiede di scrivere un articolo sull'arte locativa, una sorta di realtà aumentata che gli artisti utilizzano per creare installazioni virtuali in corrispondenza di specifiche coordinate GPS, grazie all'utilizzo di reti wireless. Il servizio giornalistico presto si rivela essere un pretesto che Bigend, il capo della Blue Ant, ha escogitato per acquisire informazioni su un misterioso container che, come l'olandese volante, da anni viene spostato di nave in nave in giro per il mondo. Durante la ricerca di informazioni sulla nuova forma d'arte, Hollis entra in contatto con un introverso e problematico genio informatico, Bobby Chombo, che si occupa della realizzazione tecnica delle installazioni locative. Hollis si rende conto che Bobby è stato incaricato di monitorare la posizione del container, grazie alle sue competenze nel settore della navigazione satellitare. Al container sono interessati anche altri personaggi, tra cui Brown, un agente operativo probabilmente appartenente a un'organizzazione governativa che si avvale del tossico Milgrim per tradurre i messaggi SMS scritti in Volapuk, illegalmente intercettati e trasmessi dai componenti di una variegata famiglia cubana. Tra questi Tito, un giovane esperto di spionaggio, come tutti i membri della sua famiglia allargata, che nelle sue attività utilizza tecniche olistiche e complicati protocolli, frutto dell'esperienza familiare. Tito è stato incaricato di consegnare a un misterioso anziano alcuni I-Pod contenenti informazioni e dati riguardanti il container. Tito è inoltre un seguace della santeria e, durante i momenti più concitati delle sue operazioni, viene posseduto dai Guerreros, Orisha della tradizione cubana.

## Personaggi
Hollis Henry -- In passato membro della band di culto dei primi anni novanta Curfew, è ora una giornalista freelance che la nascente rivista Node incarica di scrivere una storia sull'uso di tecnologie locative nel mondo dell'arte.
Tito -- Parte di una famiglia sino-cubana di spie, assegnato dai suoi zii al compito di consegnare una serie di iPod a un misterioso vecchio. Adepto di una forma di systema che comprende moderne tecniche di spionaggio, una variante del free-running, e la religione santeria, in contrasto con l'arte marziale russa che porta lo stesso nome.
Milgrim -- Un drogato dipendente da Lorazepam (chiamato Ativan nel romanzo, dal nome del marchio sotto cui è venduto) tenuto prigioniero dalla spia nota come Brown, che lo costringe a tradurre il codice Volapük usato dalla famiglia di Tito.
Brown -- Agente segreto a capo di un'operazione condotta per una organizzazione extra-legale. Sa come far rispettare la legge, ma non sembra abbastanza addestrato alle moderne tecniche di spionaggio.
Odile Richard -- Parigina, curatrice di arte locativa.
Jimmy Carlyle -- Problematico membro dei Curfew, deceduto in seguito a overdose di eroina.
Bobby Chombo -- Esperto in tecnologie geospaziali, in passato ha gestito sistemi di navigazione per l'esercito degli Stati Uniti. Fornisce la tecnologia necessaria per creare arte locativa. Vede il mondo come diviso in una griglia di caselle di 4 metri quadrati, in ognuna delle quali non dorme mai due notti di seguito.
Alberto Corrales -- Artista locativo residente a Los Angeles. La sua arte spesso ricrea le morti di celebrità come River Phoenix.
Guerreros vede anche il ritorno di due personaggi da L'accademia dei sogni: Hubertus Bigend e Pamela Mainwaring, rispettivamente fondatore ed impiegata della enigmatica agenzia di marketing virale Blue Ant.

## Riferimenti a Wikipedia
Il libro include un estratto da una pagina romanzata di Wikipedia dedicata a Hubertus Bigend, recuperata e letta dalla giornalista Hollis Henry in cerca di maggiori notizie sul fondatore della Blue Ant.
Hubertus Hendrik Bigend, nato il 7 giugno 1967 ad Anversa, è il fondatore dell'innovativa agenzia pubblicitaria globale Blue Ant. È l'unico figlio dell'industriale belga Benoît Bigend e della scultrice belga Phaedra Seynhaev. Secondo i detrattori, ma anche gli amici, Bigend deve molto ai vecchi rapporti intrattenuti dalla madre con l'Internazionale Situazionista (è nota, ma riferita imprecisamente, la descrizione che diede di lui Charles Saatchi: "Un maneggione che ha sfruttato il Situazionismo") ma Bigend in persona ha dichiarato che il successo di Blue Ant è dovuto nella maniera più assoluta ai suoi talenti, uno dei quali, sostiene, è l'abilità di trovare la persona giusta da assegnare a ogni progetto. E, a dispetto della notevole crescita del suo marchio negli ultimi cinque anni, è davvero un micromanager che partecipa attivamente ai suoi progetti.»
(William Gibson, Guerreros, Capitolo 15: Maneggione, pagine 85-86, trad.: D. Brolli)
Da notare come la forma e il contenuto dell'estratto violino in realtà la policy di Wikipedia.

## Edizioni
- William Gibson, Spook Country, Putnam Son's, 2007,  p. 384, ISBN 978-0-399-15430-0.
- William Gibson, Guerreros, traduzione di Daniele Brolli, Arnoldo Mondadori Editore, 2008,  p. 380, ISBN 978-88-04-58008-9.